# Johann Nikolaus Gerlach (Verleger, um 1696)
Johann Nikolaus Gerlach (auch: Johann Nicolaus Gerlach; * um 1696 in Magdeburg; † September 1767 in Dresden) war ein deutscher Buchhändler, Verleger und Buchdrucker.

## Leben
Der Ende des 17. Jahrhunderts in Magdeburg geborene Johann Nicolaus Gerlach war der einzige Sohn des dort tätigen gleichnamigen Verlegers Johann Nikolaus Gerlach senior. Nach seines Vaters Tod heiratete dessen Witwe Christoph Seidel, den nunmehrigen Stiefvater von Johann Nicolaus Gerlach junior. Als Erwachsener wanderte Gerlach nach Dresden aus, wo er ein eigenes Geschäft begründete, das er von 1720 bis 1742 anfangs als Gesellschaft mit dem Firmennamen Johann Christoph Zimmermann & Johann Nikolaus Gerlach und dem Zusatz auf den Sitz in Dresden gemeinsam führte. Das Unternehmen umfasste neben dem eigentlichen Buchhandel und Verlag auch eine angeschlossene Druckerei.
Mit seiner Ehefrau hatte Gerlach den Sohn und Rechtsnachfolger des Dresdner Unternehmens Johann Samuel Gerlach. So firmierte Gerlach nach der Übernahme der Geschäftsanteile seines anfänglichen Kompagnons ab 1739 zunächst allein, ab 1762, nach dem Eintritt seines Sohnes in den nunmehr als Familienunternehmen geführten Betrieb als Johann Nikolaus Gerlach & Sohn. Nach Gerlachs Tod im Jahr 1767 wurde das Unternehmen offenbar erst 1769 umbenannt in Johann Nikolaus Gerlach Witwe und Sohn. Andere Namen waren unter anderem Gerlachische Buchhandlung, Gerlachsche Schriften oder Gerlachsche Buchhandlung.
Das Unternehmen war noch im 19. Jahrhundert in Familienbesitz. 1851 meldete Johann Samuel Gerlach „Concurs“ an; der Erlös daraus wurde der Dresdner Annenkirche und dem Stadtgericht zu Neustadt-Dresden zugeführt.